# كامل عباس
الدكتور كامل عباس باحث ومفكر عربي من سوريا، ولد باللاذقية عام 1949م درس في جامعة دمشق ومنها حصل على الدكتوراه في الفلسفة.

## سيرة ذاتية
الدُّكْتُور كامل عباس باحث ومفكر عربي من سوريا، ولد باللاذقية عام 1949م درس الفلسفة بجامعة دمشق وفيها نال شهادة الماجستير التي حملت عنوان المثاليَّة الكانتيَّة بإشراف الدكتور بديع الكسم وشارك في مناقشتها الدكتور غانم هنا، والدكتور صادق جلال العظم. وكذلك أيضاً شهادة الدكتوراه التي حَمَلَتْ عنوان: المعرفة القبلية، وكان المشرف على البحث الدُّكْتُور بديع الكسم، وشارك في المناقشة الدُّكْتُور غانم هنا، والدُّكتور عادل ضاهر، والدُّكتور صادق جلال العظم، والدكتور حامد خليل.
اتسم كامل عباس بالجدية والعزيمته في العمل والبحث والمثابرة، واتسم كذلك بالاستقامته واحترام القوانين احتراماً تقديسيًّا يذكرنا بسقراط، وهٰذا ما يجده عنده من يعرفه، فهو على فقره وحاجته في حينه الوحيد الذي التزم بقانون تنظيم الجامعات الذي نصَّ على وجوب تفرُّغ طالب الدِّراسات العليا للدِّراسة، ومن كان موظفاً عليه الحصول على إجازة من عمله طوال فترة الدِّراسة في دبلوم العليا، وهٰذا ما التزم به كامل عباس على الرَّغْمِ من حاجته الماسَّة، ولكِنَّهُ آثر الالتزام بالقانون على ما جرَّه عليه القانون من معاناة.
مع تأسيس قسم الفلسفة بجامعة تشرين في اللاذقية في عام 1995م عين مدرساً في القسم وحمل عبئاً كبيراً وبذل جهداً كبيراً مع انطلاقة القسم، لقد حمل أكثر من طاقته من دون جدال أو مناقشة لأَنَّهُ كان ينظر إلى الأمر على أَنَّهُ يؤدي واجبه تجاه مهنته، ويحترم إرادة مؤسَّسته العلميَّة التي يعمل فيها. وقد كان صارماً في أدائه العلمي والتَّعليمي، أميناً أمانةً يظنُّها النَّاظر مبالغاً فيها، ولكنَّها جزءٌ من طبعه الأصيل، ورُبَّما كان في هٰذا ما انعكس سلباً على علاقة الطَّلبة به الذين نعتوه بالقسوة والشَّدة، وهو ليس بعيداً عن ذلك على أيِّ حال، ولكِنَّهَا القسوة في الحق، والشِّدَّة في الحق.
أما مستوى ثقافته فلا يعرفه بالتَّأكيد إلا من خبره، ولا أدَّعي أنِّي خبرت مدى ثقافته ومعرفته واطلاعه، وأهمُّ ما يميِّز معرفته الفلسفيَّة العمق والدِّقَّة والاصطلاحيَّة، خلاف السَّطحيَّة والضَّحالة التي تحكم معارف كثير من المختصين بالفلسفة اليوم، ولذلك بالكاد يحضر الدُّكْتُور كامل عباس مجلس مختصين في الفلسفة إلا فرض على الجلسة أن تكون جلسةً فلسفيَّةً بامتيازٍ.
نقلا عن تقديم الدكتور عزت السيد أحمد لكتاب الدكتور كامل عباس هيدجر وكانت.

## مؤلفاته
وضع الدُّكْتُور كامل عباس نحو عشرين كتاباً ما زالت كلُّها مخطوطةً. منها الحديث ومنها القديم، وكلُّها تقريباً تدور في فلك الفلسفة الغربيَّة، وتتناول القضايا الفلسفيَّة الأساسيَّة والكبرى مثل الأنطولوجيا والفكر والمعرفة والوجود والجدل والعدم والمثالية والحدوث والقدم... ومنها:
1.	بريتشارد وكانت؛ قراءة في نقد بريتشارد لكانت ـ تقديم الدكتور عزت السيد أحمد ـ دار الفكر الفلسفي ـ دمشق ـ 2010م.
2.	الحقيقة عند هيجل وكيركيجارد ـ تقديم الدكتور عزت السيد أحمد ـ دار الفكر الفلسفي ـ دمشق ـ 2011م.
3.	سيد الصوفية أبو القاسم الجنيد ـ تقديم الدكتور عزت السيد أحمد ـ دار الفكر الفلسفي ـ دمشق ـ 2008م.
4.	شوبنهاور وكانت؛ قراءة في نقد شوبنهاور لكانت ـ تقديم الدكتور عزت السيد أحمد ـ دار الفكر الفلسفي ـ دمشق ـ 2010م.
5.	عناصر المثالية الكانتية ومركباتها ـ تقديم الدكتور عزت السيد أحمد ـ دار الفكر الفلسفي ـ دمشق ـ 2011م.
6.	قدم العالم بين الغزالي وابن رشد ـ تقديم الدكتور عزت السيد أحمد ـ دار الفكر الفلسفي ـ دمشق ـ 2009م.
7.	كانت ومنتقدوه؛ قراءة في نقد الفلاسفة لكانت ـ تقديم الدكتور عزت السيد أحمد ـ دار الفكر الفلسفي ـ دمشق ـ 2010م.
8.	نقد الأكويني في رده على الخوارج ـ تقديم الدكتور عزت السيد أحمد ـ دار الفكر الفلسفي ـ دمشق ـ 2009م.
9.	هيدر وكانت؛ نقد تأويل هيدجر لكانت ـ تقديم الدكتور عزت السيد أحمد ـ دار الفكر الفلسفي ـ دمشق ـ 2009م.
10.	الوجود والزمان عند هيدجر وكانت ـ تقديم الدكتور عزت السيد أحمد ـ دار الفكر الفلسفي ـ دمشق ـ 2012م.
11.	الوجود والفكر عند ديكارت وكيركيجارد ـ تقديم الدكتور عزت السيد أحمد ـ دار الفكر الفلسفي ـ دمشق ـ 2012م.
12.	الوجود والفكر عند كانت ـ تقديم الدكتور عزت السيد أحمد ـ دار الفكر الفلسفي ـ دمشق ـ 2011م.
ومن الكتب غير  المنشورة
ـ الأنطولوجيا الرياضية.
ـ المعرفة القبلية.
ـ الوجود والعدم عند هيدجر وسارتر.
ـ الوجود والموجود.
ـ خواطر إنسانية.
- الرسالة والقرآن.
نقلا عن تقديم الدكتور عزت السيد أحمد لكتاب الدكتور كامل عباس هيدجر وكانت.
..........................................................................................
مزمار الحي لا يطرب :
الدكتور كامل عباس يتميز بمعرفة عميقة بالتراث الصوفي العربي وخاصة فيما يتعلق بعلوم العرفان الإلهي ولديه مؤلفات مخطوطة أو قيد الطبع تتعلق بنقد هذا الفكر بمنطق عقلي مجرد...
تعرض الدكتور كامل عباس للكثير من الضغوطات في حياته الشخصية والعلمية....كما يحدث للكثير من العلماء والمثقفين الذين تفصلهم عن مجتمعاتهم الكثير من الفجوات المعرفية .... إلا أنه استطاع وما زال يتجاوزها بصبره وتواضعه وبتقربه من عوام الناس...

## تعليقات على فكره
د. كامل عباس رجل فكر وخلق من الذين يقومون بأدوار مهمة وفاعلة في تطوير مجتمعاتهم.... وهو موسوعي الثقافة قرأ للشرق والغرب وللقدماء والمعاصرين وقدم خلاصة فكره من خلال كتبه ومن خلال تفاعله الخلاق والهادف مع طلابه في جامعة تشرين وأبناء مجتمعه.
كتب وائل شعبو:
ضمن سلسلة من الدفاتر الفلسفية التي يقدمها الدكتور كامل عباس والتي يتابع فيها مناقشة إشكاليات فلسفية طرحها فلاسفة العصر الحديث،
يقدم الباحث السوري في مؤلفه «الفكر والوجود عند ديكارت وكيركجار»، منشورات (دار الفكر الفلسفي- دمشق) رؤية كل من ديكارت لعلاقة الفكر بالوجود القائمة على الشك، ونظرة كيركجارد الوجودية التي يولي فيها أهمية للذات في المعرفة، حيث سيقوم عباس في هذا الكتيب بتفنيد هذين الطرحين، مرتكزا على صاحب النظرية النقدية في الفلسفة، الفيلسوف الألماني إيمانويل كانط.
وبعد نبذة تعريفية بحياة ثم إبداعات كل من الفيلسوفين الفكرية، يبدأ المؤلف بديكارت صاحب الكوجيتو الفلسفي التاريخي /أنا أشك إذا أنا موجود/، فيخوض عباس بنقد نظرية الشك عنده، القائمة على إثبات أن الفكر هو من يبيّن الوجود، ودليله على ذلك أنه لو عطلت الحواس جمعيها، فإن الفكر سيستمر، فغياب الوجود أو حضوره لا يمنع أو يسمح بالتفكير، لأن التفكير أساس الوجود وأساس المعرفة، لكن عباس راجعاً إلى كانط يرد على هذا الزعم بأن إثبات وجود الأنا المفكرة، لا يمكن أن يتم إلا عن طريق الدليل الخارجي، أي الخبرة الخارجية المتكونة بمعرفتنا بما حولنا.
ويسهب عباس في رده على حجة ديكارت فيقول: إذا كان الوجود مشروطاً بالتفكير يحضر بحضوره وينتفي بانتفائه، فإن التفكير لا يمكن أن يبدأ و يتكون إلا بشيء خارجي، فحتى التفكير في الذات يعتمد على علاقتها بموضوع في الخارج، والتفكير الذي أساسه الشك كما عند ديكارت، ينطبق الشك فيه حتى على وجود هذا التفكير وليس على الوجود الخارجي فقط، فنحن لا نعي ذواتنا بصورة مستقلة عن الموضوعات الخارجية، لأن الخبرة الداخلية /تأملات النفس/ تنتج عن الخبرة الخارجية الحسية كما ذهب كانط.
ثم يناقش صاحب كاتب «العناصر المثالية في الفلسفة الكانتية» أفكاراً أخرى لديكارت تتعلق بالشك بقوله إن التفكير بشيء ما في الذهن ليس إثباتا على وجود هذا الشيء، إن لم يكن له دليل واقعي يبرهن على وجوده حقيقة، ويستشهد عباس بكانط الذي قال /نحن لا نستطيع مد بصيرتنا النظرية عن طريق الأفكار أكثر مما يستطيع تاجر أن يزيد رأسماله بإضافة أصفار لحسابه النقدي/، إذاً فإثبات الوجود عن طريق الفكر ممتنع، لأن الفكر عبارة عن معالجة تصورات مرجعها الأساس الوجود .
ثم ينتقل المؤلف إلى الفكر والوجود عند الفيلسوف الدانماركي سورين كيركجارد، معتمداً في قراءة ذلك على كتاب فوزية ميخائيل /سورين كيركجارد أبو الوجودية/، فإن كان ديكارت قد ادعى أن الفكر منطلق للوجود، فإن كيركجارد رأى أن الذات هي منطلق التفكير والوجود، فالوجود الذاتي عند كيركجارد أساس للمعرفة، وهنا يرد كامل عباس كما رد على ديكارت واستناداً إلى كانط بأن العالم الخارجي الذي يعطينا الخبرة الخارجية ليس هو فقط سابق للفكر ومرجع له، بل أيضا سابق للخبرة الداخلية التي تمثل الذات، إلا أن كيركجارد لا ينفي الفكر بل يجعله صفة من صفات الذات، لكن الذات تفكر بكل شيء نسبة إلى وجودها، بحيث ينبع الفكر من الذات ويعود إليها، فبعد الشك بكل ما هو قائم حولها يأتي وكما رأت ميخائيل الحدس المطلق بالكوجيتو الكيركجاردي /أنا موجود إذا أنا افكر/، الذي يعاكس فيه الكوجيتو الديكارتي، لكن يسأل المؤلف هنا عن المعرفة الموضوعية والتاريخية التي يشكك فيها كيركجارد، والتي لها قوانين عامة يرفضها كيركجارد، وبرفضه لها فإن الفكر ينهار ويتحول إلى معرفة خيالية، ثم ينقض المؤلف بعض أفكار كيركجارد عن الذاتية مثل أبديتها، وبعدها عن التناقضات الخارجية، وبدهيتها، وعلاقتها بالمتناهي وولعها به، ويختم بأن الذات لا يمكن أن تكون من دون الوجود ومن دون الآخرين الذين يشاركونها الوجود، الذين هم معه مصدر المعرفة حتى بالذات .
ومعتمدا على كانط دائماً، يخلص عباس في مؤلفه إلى أن فكر الإنسان وحده كما ذهب ديكارت، لا يثبت وجوده بصورة مستقلة عن الخبرة الخارجية، وهذا النقد ينطبق على ما جاء به كيركجارد بأن الذاتية منبع الفكر الذي تؤسس عليه المعرفة .
لعل وجود منشورات تختص بتقديم القضايا الفلسفية في سورية يغني ذائقة القراءة، وإن كانت هذه المنشورات فردية وتطرح المسائل الفلسفية بشكل تبسيطي ومدرسي، وهو أمر مطلوب أمام تفاقم الظلامية، ولاسيما أن هذه الكتيبات تتجه نحو الدارسين والهواة، خصوصاً أن الفلسفة في مجتمعنا العربي والإسلامي ينظر إليها بلا مبالاة وبتهكم، من عقول اعتادت البلادة والجمود أو البصم لا الحركة والفهم كما تتطلب الفلسفة، بل كما تتطلب أي معرفة.
{{